# Tardés
Tardés o Tardés-Sorholus (en euskera: Atharratze o Atharratze-Sorholüze; en francés: Tardets o Tardets-Sorholus) es una localidad y comuna francesa situada en el territorio histórico vascofrancés de Zuberoa, en el departamento de Pirineos Atlánticos, en la región de Aquitania.

## Heráldica
Losanjado de oro y gules.

## Demografía
| Gráfica de evolución demográfica de Tardets-Sorholus entre 1800 y 2012 |
|                                                                        |

El resultado de los años 1800 y 1851 es la suma final (aproximativa) de todos los datos parciales de esos años, obtenidos antes de la creación de la comuna (17 de abril de 1859).
Fuentes: Ldh/EHESS/Cassini e INSEE.